# William Rowan Hamilton
William Rowan Hamilton   (Dublín, 4 d'agost de 1805 - Dublín, 2 de setembre de 1865) va ser un matemàtic, físic i astrònom irlandès. Destaquen les seves contribucions en el camp de l'òptica, la dinàmica i l'àlgebra, en particular la descoberta de l'àlgebra dels quaternions, teoria que s'ha mostrat significativa en el desenvolupament de la mecànica quàntica.
Va treballar tant en matemàtiques pures com en matemàtiques aplicades a la física. Va fer importants contribucions a l'òptica, la mecànica clàssica i l'àlgebra. Encara que Hamilton no era un físic, el seu treball va ser de gran importància per a la física, en particular la seva reformulació de la mecànica newtoniana, anomenada mecànica hamiltoniana que ha demostrat ser fonamental per a l'estudi modern de les teories clàssiques de camps com l'electromagnetisme i per al desenvolupament de la mecànica quàntica. En matemàtiques pures, és més conegut com l'inventor dels quaternions.

## Educació
Hamilton va ser educat per la seva mare i el seu oncle, el reverend James Hamilton, rector a la ciutat de Trim (Comtat de Meath) fins al seu ingrés al Trinity College (Dublín) amb 18 anys, quan la seva intel·ligència ja havia cridat l'atenció de l'astrònom John Brinkley. El 1826 es va graduar amb nota òptima tan en ciències com en humanitats, tot i haver sofert durant els seus anys d'estudi un fort desengany amorós.

## Astronomia

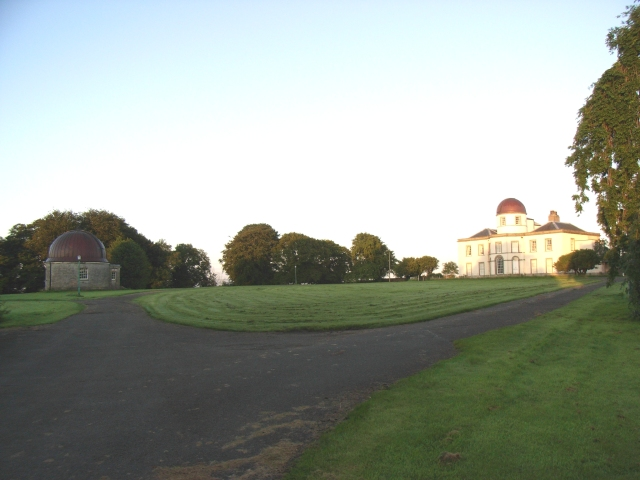
Observatori de Dunsink

El 1827 fou nomenat professor d'astronomia i director de l'observatori astronòmic de Dunsink, càrrec que portava aparellat el d'Astrònom Reial d'Irlanda, càrrec que va exercir tota la vida. En els seus primers anys a Dunsink, Hamilton va observar el cel amb força regularitat. L'astronomia observacional en aquells temps consistia principalment en mesurar la posició de les estrelles, cosa que no era massa interessant per a una ment matemàtica. Però la raó principal per deixar completament l'observació regular al seu assistent d'astronomia Charles Thompson va ser que Hamilton patia sovint de malalties oculars després d'haver observat. Avui dia Hamilton no és vist com un dels grans astrònoms, però en vida ho va ser. Les seves conferències d'introducció a l'astronomia van ser famoses; a més dels seus estudiants, van atreure molts estudiosos i poetes, i fins i tot dames, en aquells dies una gesta notable. La poeta Felicia Hemans va escriure el seu poema The Prayer of the Lonely Student després d'escoltar una de les seves conferències.

## Científic

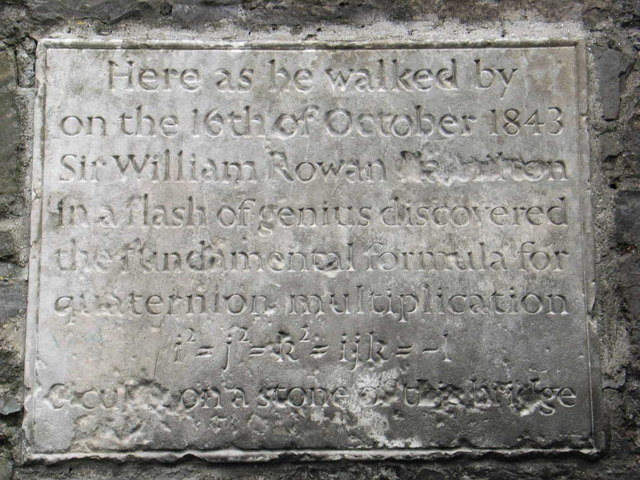
Placa commemorativa al pont de Broome.

Després de graduar-se es va dedicar a l'estudi de l'òptica i la dinàmica, publicant uns quants articles als Philosophical Transactions de la Royal Society. Hamilton va ser president de l'Acadèmia Reial d'Irlanda entre 1837 i 1846 i membre de la British Association for the Advancement of Science.
La carrera científica de William Rowan Hamilton va incloure l'estudi de l'òptica geomètrica, la mecànica clàssica, l'adaptació de mètodes dinàmics en sistemes òptics, l'aplicació de mètodes de quaternions i vectors a problemes de mecànica i geometria, desenvolupament de teories de funcions de parelles algebraiques conjugades (en què els nombres complexos són construïts com a parells ordenats de nombres reals), solubilitat d'equacions polinomials i polinomi quíntic general resoluble per radicals, anàlisi de funcions fluctuants (i les idees de l'anàlisi de Fourier), operadors lineals sobre quaternions i demostració d'un resultat per operadors lineals en l'espai de quaternions (que és un cas especial del teorema general que avui es coneix com el teorema de Cayley-Hamilton). Hamilton també va inventar el «càlcul icosià», que va utilitzar per investigar recorreguts tancats per les arestes d'un dodecaedre que passen per cada vèrtex exactament una vegada.
El 1843, mentre passejava als afores de Dublín, creuant el pont de Broome, se li va acudir de sobte la idea per la que serà sempre recordat: els quaternions i la fórmula per multiplicar-los, fet que va permetre desenvolupar l'àlgebra dels nombres complexos.

## Vida familiar
Mentre assistia al Trinity College (Dublín) Hamilton va proposar matrimoni a la germana del seu amic, que el va rebutjar i es va posar malalt i deprimit i gairebé es va suïcidar. Va ser rebutjat de nou el 1831 per Ellen de Vere, germana del poeta Aubrey Thomas de Vere i, finalment, la seva proposta a Helen Marie Bayly, filla d'un predicador, va ser acceptada i es van casar el 1833. Van tenir tres fills, William Edwin Hamilton, Archibald Henry i Helen Elizabeth. Durant tota la seva vida, Hamilton va ser un devot membre de l'Església d'Anglaterra, que llavors era l'església establerta a Irlanda.

### Vida personal i poesia
El 1824, Hamilton va ser presentat a Edgeworthstown (Comtat de Longford) a la novel·lista Maria Edgeworth, pel Reverend Richard Butler, el vicari de Trim, comtat de Meath, on el seu oncle James Hamilton era rector. Durant el mateix període, el seu oncle el va presentar a la família Disney a Summerhill (Comtat de Meath). Els fills de Disney van anar al Trinity College i Hamilton tenia amics entre ells. A Summerhill, va conèixer Catherine Disney, de qui es va enamorar.
Hamilton es va sentir atret per Catherine Disney, però la seva família no ho va aprovar i Catherine va haver de casar-se amb el reverend William Barlow, germà del marit de la seva germana gran. El casament va tenir lloc l'any 1825. Hamilton va escriure el 1826 sobre els seus sentiments per ella en un poema extens, The Enthusiast. Més de vint anys després, el 1847, va confiar a John Herschel que durant aquest període podria haver-se convertit en poeta.
El 1825, Hamilton va conèixer Arabella Lawrence, germana petita de Sarah Lawrence, una important corresponsal i crítica franca de la seva poesia. Va ser un contacte que va fer a través del cercle de Maria Edgeworth.

## A Dunsink
Hamilton, ara astrònom reial d'Irlanda, es va establir a l'Observatori de Dunsink on va passar la resta de la seva vida. Va estar-hi des de 1827 fins a la seva mort el 1865. En els seus primers anys a Dunsink, Hamilton observava el cel amb força regularitat; Va deixar l'observació rutinària al seu assistent Charles Thompson. Les germanes d'Hamilton també van donar suport al treball de l'observatori.
A Dunsink es van celebrar les conferències introductòries de Hamilton a l'astronomia; a més dels seus alumnes, van atreure estudiosos, poetes i dones. Felicia Hemans va escriure el seu poema The Prayer of the Lonely Student després d'escoltar una de les seves conferències.

### Vida personal, viatges i visites poètiques
Hamilton va convidar les seves quatre germanes a venir a viure a l'observatori el 1827, i van dirigir la casa fins al seu matrimoni el 1833. Eren  Grace (1802- ), Eliza Mary Hamilton (1807–1851), la poetesa, Margaret (1810 o 1811- ) i Archianna (1815o 1816- ). El 1827, Hamilton va escriure a la seva germana Grace sobre algunes de les germanes Lawrence que havien conegut la seva germana Eliza a Dublín.

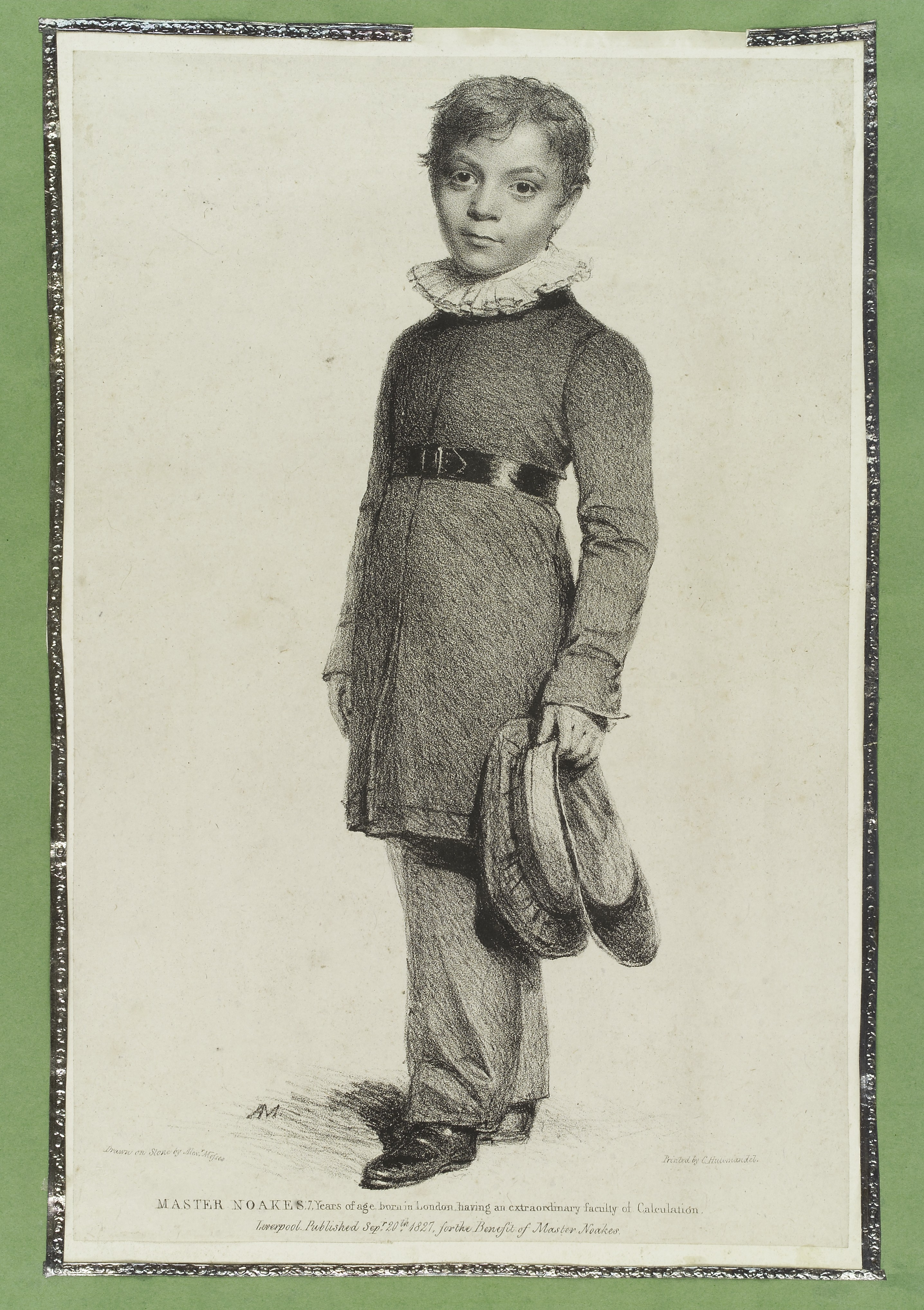
Mestre Noakes, la calculadora mental, litografia de 1827

Recentment nomenat a l'Observatori, Hamilton va fer una gira per Irlanda i Anglaterra amb l'enginyer i arquitecte Alexander Nimmo, que l'estava entrenant enel càlcul de latitud i longitud. En una visita a l'escola de Sarah Lawrence a Gateacre, prop de Liverpool, Hamilton va tenir l'oportunitat d'avaluar la calculadora mental Master Noakes. Van visitar William Wordsworth a Rydal Mount el setembre d'aquell any, on Caesar Otway també hi era present. Després de la visita, Hamilton va enviar nombrosos poemes a Wordsworth, convertint-se en un «deixeble poètic».
Quan Wordsworth va visitar Dublín l'estiu de 1829, en una festa amb John Marshall i la seva família, es va quedar a Dunsink amb Hamilton. En una segona gira a Anglaterra amb Nimmo el 1831, Hamilton es va separar d'ell a Birmingham, per visitar les germanes Lawrence i la família de la seva mare a la zona de Liverpool. Es van trobar de nou al Lake District, on van pujar a l'Helvellyn i van fer un te amb Wordsworth. Hamilton va tornar a Dublín, passant per Edimburg i Glasgow.
Hamilton va visitar Samuel Taylor Coleridge a Highgate, el 1832, ajudat per una carta de presentació inesperada que li va donar Sarah Lawrence en una visita a Liverpool el març d'aquell any. També va fer una visita a Arabella, a la família de William Roscoe que havia mort el 1831.

## Família
Mentre anava al Trinity College, Hamilton va proposar una relació a la germana del seu amic, la negativa de la qual va portar el jove Hamilton a la depressió i la malaltia, fins i tot al límit del suïcidi. Va tornar a proposar el 1831 a Ellen de Vere, germana del poeta Aubrey De Vere (1814-1902), que també va declinar. Hamilton finalment es va casar amb Helen Marie Bayly el 1833, filla d'un predicador rural, i va tenir tres fills amb ella: William Edwin Hamilton (nascut el 1834), Archibald Henry (nascut el 1835) i Helen Elizabeth (nascut el 1840). La vida matrimonial d'Hamilton va resultar difícil i infeliç, ja que Bayly va demostrar ser pietosa, tímida i malalta crònica.

## Mort
Hamilton va mantenir les seves facultats intactes fins al final i va continuar la tasca d'acabar els Elements de Quaternions que havien ocupat els últims sis anys de la seva vida. Va morir el 2 de setembre de 1865, després d'un greu atac de gota. Està enterrat al cementiri Mount Jerome de Dublín.

## Física
Hamilton va fer importants contribucions a l'òptica i a la mecànica clàssica.
El seu primer descobriment va ser en un primer article que va comunicar el 1823 a John Brinkley, que el va presentar sota el títol de Caustics el 1824 a la Reial Acadèmia d'Irlanda. Es va remetre com de costum a un comitè, que va recomanar més desenvolupament i simplificació abans de la publicació. Entre 1825 i 1828 el document es va ampliar i es va convertir en una exposició més clara d'un mètode nou. Durant aquest període, Hamilton va guanyar apreciació pel seu treball en el camp de l'òptica.
El 1827, Hamilton va presentar una teoria d'una única funció, ara coneguda com equació de Hamilton-Jacobi, que reuneix la mecànica i la teoria òptica. Va ajudar a establir les bases de la teoria ondulatòria de la llum en la física matemàtica. Les va proposar quan va predir per primera vegada la seva existència en el tercer suplement del seu Systems of Rays, llegit el 1832.
El document de la Royal Irish Academy es va titular finalment Theory of Systems of Rays (23 d'abril de 1827), i la primera part es va imprimir el 1828 a les Transaccions de la Royal Irish Academy. Els continguts més importants de la segona i tercera part van aparèixer en els tres voluminosos suplements (a la primera part) que es van publicar a les mateixes Transactions, i en els dos articles On a General Method in Dynamics, que van aparèixer a Philosophical Transactions el 1834. i 1835. En aquests articles, Hamilton va desenvolupar el seu principi central d'«Acció variable».
El resultat d'aquest treball és una predicció per a cristalls biaxials transparents (és a dir, cristalls monoclínics, ortorròmbics o triclínics). Un raig de llum que entri en un cristall com aquest amb un cert angle emergiria com un con de raigs buit. Aquest descobriment es coneixia com a refracció cònica. Hamilton el va trobar a partir de la geometria de la superfície de l'ona introduïda per Augustin Jean Fresnel, que té punts singulars. Hi ha una explicació matemàtica bàsica del fenomen, és a dir, que la superfície de l'ona no és el límit d'un cos convex. Una comprensió més completa esperava l’anàlisi microlocal de mitjans del segle xx.
El pas de l'òptica a la dinàmica en l'aplicació del mètode d'«Acció Valiable» es va fer l'any 1827, i es va comunicar a la Royal Society, en les Philosophical Transactions de la qual hi ha dos articles sobre el tema (1834 i 1835).

### Context i importància de l'obra
La mecànica hamiltoniana va ser una nova tècnica potent per treballar amb equacions de moviment. Els avenços de Hamilton van ampliar la classe de problemes mecànics que es podien resoldre. El seu principi d'«Acció Variable» es basava en el càlcul de variacions, en la classe general de problemes inclosos sota el Principi de mínima acció que havia estat estudiat anteriorment per Pierre Louis Maupertuis, Euler, Joseph Louis Lagrange i altres. L'anàlisi de Hamilton va descobrir una estructura matemàtica més profunda del que s'havia entès anteriorment, en particular una simetria entre el moment i la posició. El mèrit per descobrir el que ara s'anomenen les equacions de Lagrange també pertany a Hamilton.
Tant els enfocaments de la mecànica lagrangiana com els hamiltonians han demostrat ser importants en l'estudi de sistemes clàssics continus en física i sistemes de mecànica quàntica: les tècniques s'utilitzen en electromagnetisme, mecànica quàntica, teoria de la relativitat i teoria quàntica de camps. Al Dictionary of Irish Biography David Spearman escriu:
| « | La formulació que va idear per a la mecànica clàssica va resultar ser igualment adequada per a la teoria quàntica, el desenvolupament de la qual va facilitar. El formalisme hamiltonià no mostra signes d'obsolescència; les noves idees continuen trobant en aquest el mitjà més natural per a la seva descripció i desenvolupament, i la funció que ara es coneix universalment com el hamiltonià, és el punt de partida per al càlcul en gairebé qualsevol àrea de la física. | » |

Molts científics, com Liouville, Jacobi, Darboux, Poincaré, Kolmogórov, Prigogine i Arnold, han ampliat el treball de Hamilton, en mecànica, equacions diferencials i geometria simplèctica.

## Matemàtiques
Els estudis matemàtics de Hamilton sembla que es van dur a terme sense col·laboració, i els seus escrits no pertanyen a cap escola en particular.

### Quaternions

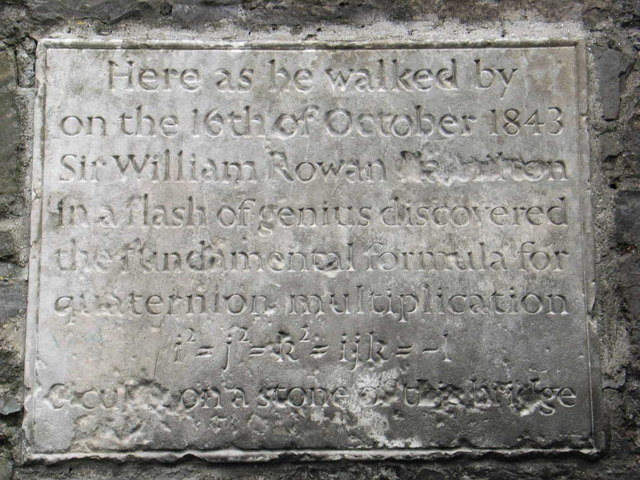
Placa del quaternió al pont Broom.

Hamilton va fer el seu descobriment de l'àlgebra dels quaternions el 1843. Entre molts treballs relacionats anteriorment, l'any 1840 Benjamin Olinde Rodrigues havia arribat a un resultat que va suposar el seu descobriment en tot menys en el nom.
Hamilton buscava maneres d'estendre els nombres complexos (que es poden veure com a punts en un Pla complex bidimensional) a dimensions espacials més altes. En treballar amb quatre dimensions, en lloc de tres, va crear l'àlgebra de quaternions. Segons Hamilton, el 16 d'octubre estava caminant pel Canal Reial de Dublín amb la seva dona quan se li va ocórrer la solució en forma de l'equació
{\displaystyle i^{2}+j^{2}+k^{2}=ijk=-1}
Aleshores Hamilton va gravar aquesta equació amb la seva navalla al costat del proper pont de Broom (que també s'anomena Brougham Bridge).
Els quaternions implicaven abandonar la propietat commutativa, un pas radical per a l'època. En el context d'aquest prototip d'àlgebra geomètrica, Hamilton també va introduir els productes creuats i puntuals de l'àlgebra vectorial, sent el producte del quaternió el producte vectorial menys el producte escalar. Hamilton també va descriure un quaternió com un múltiple ordenat de quatre elements de nombres reals, i va descriure el primer element com la part «escalar», i els tres restants com la part «vectorial». Va encunyar els neologismes «vector» i «escalar», i va ser el primer a utilitzar la paraula «vector» en el sentit modern.

### Altres treballs matemàtics
Hamilton va examinar l'equació de cinquè grau en la teoria d'equacions, examinant els resultats a què van arribar Niels Henrik Abel, George Jerrard i altres en les seves investigacions. Hi ha un article de Hamilton sobre les funcions fluctuants en l'anàlisi de Fourier i la invenció de l'hodògraf. De les seves investigacions sobre les solucions, especialment per anàlisi numèrica, de determinades classes d'equacions diferencials d'importància física, només es van publicar parts, a intervals, a la revista Philosophical Magazine.
Hamilton també va introduir el joc icosià o el trencaclosques de Hamilton. Es basa en el concepte de camí hamiltonià en la teoria de grafs.